# هادسن لایک
هادسون لایک
(انگلیسی: Hudson Leick؛ زادهٔ ۹ مه ۱۹۶۹) یک هنرپیشه و مانکن اهل ایالات متحده آمریکا است.

## گزیدهٔ آثار

### سینما
- یک، دو، خیلی (۲۰۰۸)

### تلویزیون
- سی‌اس‌آی (۲۰۰۵)
- زینا: شاهدخت جنگجو (۲۰۰۰–۱۹۹۶)
- نایت رایدر ۲۰۱۰ (۱۹۹۴)
- قانون و نظم (۱۹۹۳)